# Мусин, Ринат Ильтаевич
Ринат Ильтаевич Мусин (каз. Ринат Ильтайұлы Мусин, род. 25 ноября 1961, Караганда, Казахская АССР, СССР) — казахский артист балета, педагог. Заслуженный артист Республики Казахстан (1996).

## Биография
Родился 25 ноября 1961 года в Караганде. Учился в Алматинском хореографическом училище имени А. Селезнёва по специальности «Артист ансамбля танца» и в ГИТИС по специальности «Искусство хореографии».
Работает ведущим солистом балета Государственного академического театра танца Республики Казахстан с 1980 года. Там же работает педагогом-репетитором.
С 2012 по 2016 год занимал должность декана факультета хореографии КазНУИ, кафедры «Режиссура хореография».
Исполнял ведущие партии в многочисленных концертных программах, а также в балетах, таких как «Лебединое озеро», «Жизель», «Кыз Жибек», «Болеро», «Гамлет», «Чингизхан», «Манкурт», «Кармен-сюита», «Татьяна Ларина» и других. Проводил мастер-класс по классическому танцу в Академии хореографии при театре Ла Скала.
Получил благодарственное письмо от ректора Казахской национальной академии хореографии за добросовестный труд, профессионализм и ответственность, а также неоценимый вклад в воспитании нового творческого поколения.
Женат. Имеет сына и дочь.

## Творчество
- Төлеген — «Қыз-Жібек»
- Хосе — «Кармен-сюита»
- «Болеро»
- Клавдий — «Гамлет»
- Онегин — «Татьяна Ларина»
- Онегин — «Евгений Онегин»
- Манкурт — «Манкурт»
- Вакх — «Вальпургиева ночь»
- Ротбарт — «Лебединое озеро»
- Хулиган — «Барышня и Хулиган»
- Хозе — «Интродукция и рондо-каприччиозо»
- Воин (соло) — «Чингиз-хан»
- Қозы-Көрпеш — «Қозы-Көрпеш - Баян-Сұлу»
- Свидригайлов — «Преступление и наказание»
- Хозе, Тореадор  — «Праздник в Севилье»
- Фархад — «Семь красавец»
- Красавец — «Танцы солнечного Казахстана»
- Роза — «Поэма о розах»

## Награды
- Заслуженный артист Казахстана (1996)[4]
- Кавалер ордена «Құрмет» (2001)[5]
- Лауреат международного конкурса «Майя-1996» в номинации «Приз зрительских симпатий» (Санкт-Петербург, 1996).